# Кубок Швеції з футболу 2008
Кубок Швеції з футболу 2008 — 53-й розіграш кубкового футбольного турніру у Швеції. Титул вп'яте здобув ІФК Гетеборг.

## Календар
| Раунд        | Дата                        | Матчі | Клуби   |
| ------------ | --------------------------- | ----- | ------- |
| Перший раунд | 20 березня - 12 квітня 2008 | 34    | 98 → 64 |
| 1/32 фіналу  | 23 квітня - 1 травня 2008   | 32    | 64 → 32 |
| 1/16 фіналу  | 14-18 травня 2008           | 16    | 32 → 16 |
| 1/8 фіналу   | 25-28 червня 2008           | 8     | 16 → 8  |
| 1/4 фіналу   | 10 липня - 7 серпня 2008    | 4     | 8 → 4   |
| 1/2 фіналу   | 21-28 серпня 2008           | 2     | 4 → 2   |
| Фінал        | 21 вересня 2008             | 1     | 2 → 1   |

## 1/16 фіналу
| Команда 1              | Рахунок | Команда 2            |
| ---------------------- | ------- | -------------------- |
| 14 травня 2008         |         |                      |
| «Карлслундс» (4)       | 1:0     | Вестерос СК (3)      |
| «Васалундс» (3)        | 3:4     | ІФК Норрчепінг       |
| 15 травня 2008         |         |                      |
| Ничепінг БІС (4)       | 0:9     | Гальмстад БК         |
| «Карлстад Юнайтед» (3) | 0:2     | Мальме ФФ            |
| 16 травня 2008         |         |                      |
| «Ельфсборг»            | 3:1     | «Еребру»             |
| 17 травня 2008         |         |                      |
| «Гаммарбю»             | 5:1     | М'єльбю АІФ (2)      |
| «Сіріус» (2)           | 4:2     | «Юргорден»           |
| «Весбю Юнайтед» (2)    | 0:3     | «Ергрюте» (2)        |
| Фалькенбергс ФФ (2)    | 0:3 дч  | ІФК Гетеборг         |
| «Норрбі» (3)           | 0:6     | Юнгшиле СК           |
| «Валста Сиріанска» (3) | 2:1     | Гельсінгборг ІФ      |
| 18 травня 2008         |         |                      |
| Кальмар ФФ             | 2:0     | «Броммапойкарна» (2) |
| АІК                    | 0:1     | Ландскруна БоІС (2)  |
| Дегерфорс ІФ (2)       | 3:1     | «Єнчепінг Седра» (2) |
| Тібру АІК (5)          | 0:3     | Енчепінг СК (2)      |
| Грендалс ІК (3)        | 1:3     | ГІФ Сундсвалль       |

## 1/8 фіналу
| Команда 1              | Рахунок      | Команда 2        |
| ---------------------- | ------------ | ---------------- |
| 25 червня 2008         |              |                  |
| Гальмстад БК           | 2:2 пен. 2:4 | «Ельфсборг»      |
| Ландскруна БоІС (2)    | 0:1          | ГІФ Сундсвалль   |
| 26 червня 2008         |              |                  |
| «Валста Сиріанска» (3) | 1:0          | «Ергрюте» (2)    |
| 28 червня 2008         |              |                  |
| Мальме ФФ              | 2:3          | «Гаммарбю» ІФ    |
| ІФК Гетеборг           | 1:0          | Юнгшиле СК       |
| Кальмар ФФ             | 6:1          | Дегерфорс ІФ (2) |
| Енчепінг СК (2)        | 4:1          | ІК «Сіріус» (2)  |
| «Карлслундс» (4)       | 0:3          | ІФК Норрчепінг   |

## 1/4 фіналу
| Команда 1              | Рахунок      | Команда 2       |
| ---------------------- | ------------ | --------------- |
| 10 липня 2008          |              |                 |
| ГІФ Сундсвалль         | 2:3          | ІФК Гетеборг    |
| ІФК Норрчепінг         | 2:2 пен. 6:7 | Енчепінг СК (2) |
| 24 липня 2008          |              |                 |
| «Валста Сиріанска» (3) | 0:4          | «Гаммарбю» ІФ   |
| 7 серпня 2008          |              |                 |
| «Ельфсборг»            | 2:4          | Кальмар ФФ      |

## 1/2 фіналу
| Команда 1                 | Рахунок | Команда 2    |
| ------------------------- | ------- | ------------ |
| 21 серпня 2008            |         |              |
| «Гаммарбю» ІФ (Стокгольм) | 0:1 дч  | Кальмар ФФ   |
| 28 серпня 2008            |         |              |
| Енчепінг СК (2)           | 0:3     | ІФК Гетеборг |

## Фінал
| 21 вересня 2008 16:00 (EEST) |

| Кальмар ФФ | 0:0 дч | ІФК Гетеборг |
| ---------- | ------ | ------------ |
|            |        |              |

| «Фредрікссканс», Кальмар Глядачів: 7 158 Арбітр: Петер Фрейдфельдт |

|                                                      |     | Пенальті                                                      |  |
| Ридстрем · Юганссон · В.Ельм · Собраленсе · Ліндберг | 4:5 | Александерссон · Крістенсен · Сігурдссон · Йонссон · Вернблум |  |